# Globus Aerostaticus
Globus Aerostaticus, el globus aerostàtic, és una minsa constel·lació creada per Joseph Lalande el 1.798 en honor del globus d'aire calent, que es considera un avançament científic de l'època. La constel·lació estava composta per estels febles que s'hi trobava entre Capricorn i Microscopi. Encara que va aparèixer com a constel·lació en diversos atles, va aparèixer per primera vegada a l'atles d'Uranographia de Johann Elert Bode el 1.801, mai es va convertir en oficial i va caure fora d'ús pels astrònoms.